# Bourbon (Indiana)
Bourbon – miasto w Stanach Zjednoczonych, w stanie Indiana, w hrabstwie Marshall.